# Балановский, Юрий Васильевич
Юрий Васильевич Балановский (1914—1984) — украинский художник-живописец.

## Биография
Родился 7 июня 1914 года в селе Цареводаровка Таврической губернии.
1930—1938 годы — учёба в Харьковском художественном училище у М. А. Шаронова
1938—1942 годы — учёба в Харьковском художественном институте у С. М. Прохорова, Н. С. Самокиша.
С 1935 года работал преподавателем студии изобразительного искусства в Харьковском Дворце пионеров.
С 1939 года — участник художественных выставок.
Во время войны работал в газете 1-го Украинского фронта.
С 1944 года — член Союза художников СССР. После войны жил и работал в Киеве.
Юрий Васильевич Балановский является одним из авторов росписи вводного зала павильона Украинской ССР «Дружба народов СССР» на ВСХВ (1954 год).

## Произведения
Основные работы:
- «У больного комиссара», 1938.[1]
- «Харьков. 1943».[2]
- «Переправа через Днепр», 1946.[3]
- «Клятва партизан», 1947.[3]
- «Панас Мирный в кругу друзей», 1955.[3]
- «Ильичу», 1963.[4]
- «Новые хозяева Зимнего», 1967.[3]

А также графические портреты и иллюстрации к книгам. Некоторые из них:
- Портрет партизана Петухова.[3]
- Бой окончен.[3]
- Портрет партизанки Галины.[3]
- Строитель днепровской флотилии.[3]
- Строители днепровской флотилии.[3]
- Портрет партизана С.В.Ларина.[3]
- Портрет М.Пековой.[3]
- Портрет Н.Кузьменко.[3]
- На углу улицы.[3]
- Лучшие люди кузнечного цеха.[5]
- Портрет партизана Короля Б.А.[5]

## Музеи
Картины художника находятся в следующих музеях:
- Киевский исторический музей
- Музей Т. Г. Шевченко, г. Киев
- Харьковский художественный музей
- Литературно-мемориальный музей М. М. Коцюбинского, г. Чернигов
- Музей П. Мирного, Полтава
- Луганский художественный музей